# Edubuntu
Edubuntu — один із варіантів Ubuntu, дистрибутив Linux розроблений для навчальних класів. До складу Edubuntu входить Linux Terminal Server Project, і велика кількість навчального програмного забезпечення, на кшталт GCompris, KDE Edutainment Suite та Schooltool Calendar.
Розробка Edubuntu ведеться разом із вчителями. Edubuntu будується на основі Ubuntu, та інтегрується з LTSP. Специфічне програмне забезпечення, що входить до складу дистрибутиву розраховане на вікову аудиторію 6-18 років.

## Цілі проєкту
Первинною метою Edubuntu є надати педагогам з невисокими технічними знаннями і навичками роботи з персональним комп'ютером можливість встановити комп'ютерну лабораторію, або онлайнове навчальне середовище за короткий час, і забезпечувати просте адміністрування.
Іншими головними цілями проєкту є забезпечення централізованого управління конфіґурацією, користувачами і процесами, разом із засобами для спільної роботи у класній кімнаті. А також — збір найкращого відкритого програмного забезпечення та цифрових матеріалів для освіти.